# Асен (област Стара Загора)
 За значението на името на селото вижте Асен.  
Асен е село в Южна България. То се намира в община Павел баня, област Стара Загора.

## География
Село Асен се намира в планински район. Селото е разположено в Югоизточен планов регион на България, на 20 км западно от Казанлък и е част от община Павел баня.

## История
Селото съществува от времето на османското владичество, когато се е казвало Юренлий или Уранлъ.
Според разкази на местното население е възникнало в резултат на изселването на съседни населени места поради върлуващи в района кърджалийски банди. Населението е било преобладаващо или изцяло турско до 1878 г., когато повечето турски жители се изселват, а от различни краища на Княжество България се преселва българско население. Според писателя Чудомир в селото се настаняват и бежанци от Разлог след потушаването на Илинденско-Преображенското въстание.
През 1906 г. турското име на селото е сменено и е кръстено Асен в чест на българския владетел Иван Асен I.

## Обществени институции
През 1921 г. е създадено читалище „Съзнание“.